# Hebertella
Hebertella is een geslacht van uitgestorven brachiopoden, dat voorkwam van het Midden-  tot het Vroeg-Ordovicium.

## Beschrijving
Deze drie centimeter lange, dikschalige brachiopode heeft een vrij platte steelklep. De sterk gebogen armklep heeft soms een diepe plooi. De schelp is bezet met fijne radiale ribben.